# Knudåge Riisager
Knudåge Riisager, född 6 mars 1897 i Kunda, död 26 december 1974 i Köpenhamn, var en dansk tonsättare.

## Biografi
Riisager föddes i Estland, men kom till Danmark som 3-åring. Han studerade statskunskap vid Köpenhamns universitet men också komposition, musikteori och violin. Under flera år upprätthöll han två parallella karriärer; tjänsteman i statsförvaltningen och tonsättare.
Han studerade komposition i Paris och kom där i kontakt med gruppen Les Six och med Stravinskijs musik.
Riisagers internationella berömmelse kommer främst från hans balettmusik. Hans första uppsättning på Det Kongelige Teater var baletten Benzin av Storm P 1930.
Riisager var en flitig kulturskribent. Hans bibliografi omfattar nära 400 artiklar under 60 år. Mellan åren 1956 och 1967 var han direktör för Det Kongelige Danske Musikkonservatorium.

## Verk
- Balettmusik
  - Benzin op. 17 (1930)
  - Cocktails-Party op. 19 (1930) (aldrig uppförd)
  - Darduse op. 32 (1935/36)
  - Tolv med Posten op. 37 (1942)
  - Slaraffenland op. 33 (1936-40)
  - Qarrtsiluni op. 36 (1938-42)
  - Fugl Fønix (1944/45)
  - Etudes (1947)
  - Månerenen op. 57 (1956)
  - Fruen fra havet op. 59 (1959)
  - Galla-Variationer (1966)
  - Ballet Royal (1967)
  - Svinedrengen (1968)
- Teatermusik
  - Niels Ebbesen (1945)
- Opera
  - Susanne op. 49 (1948)
- Orkestermusik
  - Erasmus Montanus op. 1 (1920)
  - Suite dionysiaque op. 6
  - Symfoni no. 1 op. 8 (1925)
  - Variationer over et tema af Mezangeau op. 12 (1926)
  - Symfoni no. 2 op. 14 (1927)
  - Fastelavn op. 20 (1929/30)
- Revymusik
  - Paa Hodet, første PH-revy, musik til finalen (1929)